# 山中敦史
山中 敦史（やまなか あつし、1959年6月20日 - ）は、日本の俳優。三重県四日市市出身。LUCKY RIVER所属。旧芸名：山中 篤。かつてはエム・スリー（現・Grue）に所属していた（1991年当時）。

## 来歴・人物
1978年、東映演技研修所入所。1980年、同所修了。
1982年、「ホンダ・スタジオ」入所。1986年、「劇団ザビット」に参加。
身長173cm。特技は殺陣、乗馬、ジャズダンス、関西弁、目玉リレー。得意なスポーツはバレーボール、テニス、野球など（1991年時点でのプロフィールによる）。

## 出演作品

### 映画
- 秘密（1999年） - 弁護士
- 静かなるドン（2000年） - 角田
- 実写映画 テニスの王子様（2006年） - 榊太郎
- バックダンサーズ!（2006年） - トミー
- デスノート the Last name（2006年）
- エクステ（2007年） - 解剖医
- 歌謡曲だよ、人生は 第二話「これが青春だ」（2007年）
- 紫陽花物語（2007年）
- ALLDAYS 二丁目の朝日（2008年） - 深見精一
- 同級生（2008年） - 早川希実の父
- 丘を越えて（2008年） - ウエイター
- おくりびと（2008年） - 楽団事務員
- アキレスと亀（2008年） - 刑事
- ハッピーフライト（2008年） - 土屋隆夫
- 大奥 浮絵悲恋（2008年） - 宗純
- 感染列島（2009年） - 岡田眞人
- 愛のむきだし（2009年） - 教師
- パレード（2010年） - 秘書
- ふたたび（2010年） - 吉川辰夫の息子
- 映画 妖怪人間ベム（2012年）
- オムライス（2012年） - 味楽亭の客
- キッズ・リターン 再会の時（2013年）
- オシャレ番外地（2014年）
- 図書館戦争-THE LAST MISSION-（2015年）
- シン・ゴジラ（2016年） - 浜田（統合幕僚監部運用部長）
- サバイバルファミリー（2017年）
- レンコーンの夜（2018年） - 中田良治
- ごっこ（2018年）
- ヌヌ子の聖★戦〜HARAJUKU STORY〜（2018年）
- ダンスウィズミー（2019年）
- レディ・トゥ・レディ（2020年）

### テレビドラマ
NHK
- 連続テレビ小説 君の名は（1991年）※方言指導も担当
- 大河ドラマ
  - 信長 KING OF ZIPANGU（1992年） - 新六 役
  - 青天を衝け（2021年） - 井上甚三郎 役
- 土曜ドラマ
  - 遠い国からの殺人者（1995年）
  - 外事警察（2009年）
  - チャンス（2010年）
  - TAROの塔（2011年） - 医師
  - ロング・グッドバイ（2014年）
- ROMES/空港防御システム（2009年） - 医師
- ドラマ10
  - セカンドバージン（2010年） - 検事
  - 下流の宴（2011年） - 木下満津枝の夫（写真出演）
- MEGAQUAKE 巨大地震（2012年） - 大森教授 役

NHK BSプレミアム
- アイアングランマ（2015年）

日本テレビ
- 火曜サスペンス劇場
  - 刑事・鬼貫八郎4（1994年） - 河井真二 役
  - できごころ（1996年）
  - 身辺警護2（1998年）
  - ひとことの罪（1999年）
  - 追跡6（1999年）
- 君といた未来のために 〜I'll be back〜（1999年）
- クレオパトラな女たち（2012年） - 佐伯教授 役
- 遺産相続弁護士 柿崎真一（2016年） - 霧島宗一郎 役

TBS
- 月曜ドラマスペシャル
  - 総合商社（1990年）
  - 冠婚葬祭殺人事件（1997年）
- 花王 愛の劇場 パパは保母さん（1995年） - 大原
- 若葉のころ（1996年）
- 月曜ミステリー劇場 森村誠一サスペンスシリーズ5（2005年） - 上村刑事 役
- ブラッディ・マンデイ（2008年） - 黒崎所長 役
- あぽやん〜走る国際空港（2013年） - 課長
- ハンチョウ〜警視庁安積班〜（2013年） - 冨坂警部 役
- わたし、定時で帰ります。（2019年） - 種田恭彦 役

フジテレビ
- 千代の富士物語（1991年）
- 木曜劇場
  - 愛という名のもとに（1992年）
  - 若者のすべて（1994年） - 教師
  - ギフト（1997年）
  - ダブロイド（1998年）
  - アフリカの夜（1999年）
  - Oh,My Dad!!（2013年） - 村田室長 役
- 警部補・古畑任三郎 S1第6話（1994年）
- コーチ（1996年）
- 金曜エンタテイメント 赤い霊柩車シリーズ6（1996年）
- シングルス（1997年）
- ナニワ金融道3（1998年）
- こいまち（1999年）
- 世にも奇妙な物語
  - 世にも奇妙な物語 秋の特別編 「モザイク」（1999年）
  - 世にも奇妙な物語 夏の特別編「メロディに乗せて」（2022年） - 社長
- 編集王（2000年）
- はるちゃん5（2001年） - 北村則彰
- 真珠夫人（2002年）
- 愛しき者へ（2003年） - 大山建夫 役
- 愛のソレア（2004年） - 景山昇 役
- 緋の十字架（2005年） - 岡田
- 眉山（2008年） - 新藤医師 役
- カクセイ 〜恐怖に目覚める6つのストーリー〜 盲愛（2011年）
- 恋なんて贅沢が私に落ちてくるのだろうか?（2012年）
- 大使閣下の料理人（2015年） - マン・ドク・マン 役
- 赤と黒のゲキジョー おばさん弁護士 町田珠子（2015年） - 結城茂 役※「山中淳史」名義
- 貴族探偵（2017年）

テレビ朝日
- 大戦隊ゴーグルファイブ（1982年）
- Nettaiya ACADEMY マスカットリップス（1989年）
- 凪の光景（1990年）
- 土曜ワイド劇場
  - 尼さん探偵事件帖3（1991年） - 飯坂警察署刑事
  - 法医学教室の事件ファイル12（2000年）
- はぐれ刑事純情派
  - スペシャル（1994年）
  - 第9シリーズ（1996年）
- はみだし刑事情熱系（2000年）
- 7人の女弁護士 第2シリーズ（2008年） - 裁判官
- 相棒
  - season8（2010年） - 高村朋治 役
  - season16（2017年） - 中垣智徳 役
- 遺留捜査 第3シリーズ（2013年） - 大橋良一 役
- TEAM -警視庁特別犯罪捜査本部-（2014年） - 近田光雄 役
- Doctor-X 外科医・大門未知子
  - 第3シリーズ（2014年）
  - 第5シリーズ（2017年） - 議長
- 出入禁止の女〜事件記者クロガネ〜（2015年） - 吉見研介 役
- 七人の秘書（2020年） - 風間紀雄（三和の父） 役

テレビ東京
- 初春ドラマスペシャル『放浪記』〜男なんて何さ!人生は七転び八起き〜（1997年）
- 木曜洋画劇場 新春ミステリー 開幕ベルは華やかに（2002年）
- のぞき屋（2007年） - 中沢俊至 役
- 恋愛診断（2007年） - 葛城流 役
- 牙狼-GARO- 〜闇を照らす者〜（2013年） - キャスター
- 松本清張 強き蟻（2014年）
- 水曜ミステリー9
  - 警視庁強行犯係・樋口顕2（2015年） - 水谷
  - 鎖 女刑事 音道貴子（2016年） - 緒方徹 役
- ウルトラマンX（2015年） - 実況

TVK
- ハッピーウェディング（2015年）

WOWOW
- Go Ape ゴー・エイプ（2009年） - 安住の秘書
- 連続ドラマW
  - 東野圭吾 幻夜（2010年）
  - 地の塩（2014年） - 置雅夫 役
  - メガバンク最終決戦（2016年）
  - イアリー 見えない顔（2018年）

東名阪ネット6
- ドラマ 鉄道むすめ〜Girls be ambitious!〜（2008年）

### ネットドラマ
- お別れのバラード（2006年） - 杉浦
- ピンポンッ（2006年） - 圭司

### オリジナルビデオ
- チンピラ・ドリーム チャラで死ねるか!（1995年）
- 裏窓の誘惑 人妻の匂い立つ色香（2002年）
- 静かなるドン11（2004年）
- 団鬼六 肉体の賭け（2005年）
- スーパーカブ2 激闘篇（2008年） - 田所栄次

### CM
- アメリカンホームダイレクト
- ダイア・三菱テレビ
- 住通チェーン
- 毛髪力
- 東芝 火かげん名人
- アステラス製薬
  - コウモリ男篇 - コウモリ男
  - 薬・カバ篇 - 上司
- 日本生命保険 「オーバーフィフティーズ篇」 - リードギター
- キリンビール 「がんばれ!ニッポン!キャンペーン」
- NTTコミュニケーションズ OCNシアター　「光スタイル」篇
- さくらや 「バクハツ篇」
- アットホーム 「アイーブ代官山篇」、「ハイセキュリティ青山篇」 - リポーター
- 味の素 カプシエイトナチュラ - アートディレクター
- CMGOGO - 原田部長
- 全宅連（2007年）
- NTTコミュニケーションズ　「乗馬パパ」篇（2008年）
- 回転寿司 まつりや（2011年）
- ロト6（2011年）
- ロッテ ガムACUO（2011年）
- アメリカンホームダイレクト（2012年）
- NTT Bookストアー（2015年）
- モバイルゲーム（2015年）
- サントリー 胡麻麦茶（2015年）
- りそな銀行 緑のバトン篇（2016年）
- 小林製薬 アットノン

### PV
- 藍坊主 「スプーン」（2006年）

### 舞台
- 紙の花
- 友情
- のすかいおらん
- 班女
- おしゃべり伝六捕物長
- ねずみ小僧・危機一髪